# Phelsuma pusilla
Espèce
Synonymes
- Phelsuma lineata pusilla Mertens, 1964

Statut de conservation UICN

 LC  : Préoccupation mineure
Statut CITES
Phelsuma pusilla est une espèce de geckos de la famille des Gekkonidae.

## Répartition
Cette espèce est endémique de l'Est de Madagascar.

## Description
C'est un gecko diurne et arboricole de couleur verte, tirant sur le bleu sur la queue, il présente des taches rouges sur la moitié inférieure du dos, ainsi qu'une autre au milieu du front.

## Liste des sous-espèces
Selon The Reptile Database (28 octobre 2012) :
- Phelsuma pusilla pusilla Mertens, 1964
- Phelsuma pusilla hallmanni Meier, 1989

## Publications originales
- Meier, 1989 : Eine neue Form aus der lineata-gruppe der Gattung Phelsuma auf Madagaskar. Salamandra, vol. 25, no 3/4, p. 230-236.
- Mertens, 1964 : Fünf neue Rassen der Geckonengattung Phelsuma. Senckenbergiana Biologica, vol. 45, p. 99-112.